# سورين ستريجير
سورين ستريجير (بالدنماركية: Søren Stryger)‏ مواليد 7 فبراير 1978، هو لاعب كرة يد دانمركي معتزل لعب كجناح أيمن. مثل منتخب الدنمارك لكرة اليد في 151 مباراة. حقق المركز الثالث في بطولة العالم لكرة اليد للرجال 2007.

## المسيرة الاحترافية
لعب مع نادي سكاندربورغ لكرة اليد في الدوري الدنماركي من سنة 1996 إلى 1999، ثم لعب مع نادي جوج لكرة اليد من سنة 1999 إلى 2001، ثم انضم إلى نادي فلنسبورغ هاندفيت لكرة اليد في الدوري الألماني من سنة 2001 إلى 2008.

## الميداليات
| الميدالية | المسابقة                           |
| --------- | ---------------------------------- |
| برونزية   | بطولة العالم لكرة اليد للرجال 2007 |
| برونزية   | بطولة أوروبا لكرة اليد للرجال 2002 |
| برونزية   | بطولة أوروبا لكرة اليد للرجال 2004 |
| برونزية   | بطولة أوروبا لكرة اليد للرجال 2006 |